# Carmen Calvo Poyato
Carmen Calvo Poyato (castellà: María del Carmen Calvo Poyato)  (Cabra, 9 de juny de 1957) és una política i professora universitària espanyola. Membre del Partit Socialista Obrer Espanyol, i actual diputada al Congrés dels Diputats per Madrid, des del setembre del 2021 presideix la Comissió d'Igualtat del Congrés dels Diputats. Ha estat vicepresidenta del Govern d'Espanya (2018-2021) i titular de diversos ministeris, com a Ministra de Cultura (2004-2007) Ministra de la Presidència, Relacions amb les Corts i Igualtat d'Espanya (2018-2021).

## Biografia
Va néixer el 9 de juny de 1957 a la població andalusa de Cabra, situada a la província de Còrdova. Va estudiar Dret a la Universitat de Sevilla, s'especialitzà en dret públic i, posteriorment, es doctorà en Dret Constitucional a la Universitat de Còrdova.
És en aquesta mateixa universitat on exercirà de professora titular i arribà a la Secretaria General; fou nomenada finalment vicedegana de la Facultat de Dret. Així mateix, va ocupar el càrrec de Secretària de l'Institut Andalús Interuniversitari de Criminologia.

## Política autonòmica
No és fins a mitjans de la dècada de 1990 quan decideix centrar-se en la seva carrera política. La seva primera responsabilitat política és el de consellera del Consell Econòmic i Social de Còrdova, càrrec al qual accedí l'any 1995. El seu interès pels temes socials, es defineix com una convençuda feminista, l'acostà a les files del partit socialista.
El 3 de març de 1996 va concórrer com a independent en les llistes socialistes de les eleccions autonòmiques a la Junta d'Andalusia, aconseguint l'acta de diputada autonòmica i formant part del Consell de Govern de la Junta. En la formació de govern per part del president Manuel Chaves González fou nomenada Consellera de Cultura de la Junta. L'any 2000 fou reelegida diputada per la província de Còrdova, de nou com a independent, i Manuel Chaves tornà a confiar en ella per a presidir la Conselleria de Cultura.
Durant la seva etapa de 8 anys com consellera destaquen els projectes: 
- inauguració del Museu Picasso de Màlaga d'art contemporani el 2003
- creació de la Biblioteca Virtual d'Andalusia, amb una base superior a 500 documents digitalitzats d'accés públic, dins de la llei del Sistema Andalús de Biblioteques i Centres de Documentació
- l'exposició L'esplendor dels Omeies a Còrdova
- presentació el Pacte andalús pel llibre, per a donar suport i fomentar la lectura
- importants inversions per a reformar esglésies i teatres – com el Teatre de la Maestranza de Sevilla - i l'obertura de més d'un centenar de teatres i biblioteques
- es posicionà i donà suport a la candidatura de la ciutat de Còrdova com a Capital Europea de la Cultura per a l'any 2016

## Política nacional
En les eleccions generals de 14 de març de 2004, el candidat a la presidència José Luis Rodríguez Zapatero l'escollí com un dels deu membres del seu comitè de notables, una agrupació de polítics socialistes destacats per a assessorar la campanya a la presidència, moment en el qual Carmen Calvo s'afilià al PSOE. Carmen Calvo destacà en l'intent d'incentivar el vot jove, que considerava clau per al partit socialista. En aquestes eleccions fou escollida diputada al Congrés dels Diputats.

### Ministra de Cultura
Fou nomenada per José Luis Rodríguez Zapatero Ministra de Cultura, càrrec des del qual impulsà la celebració dels 500 anys de la publicació de El Quixot, augmentar el finançament destinat a la cultura, crear un Ministeri de la Cultura i la Comunicació que englobi les polítiques dels mitjans de comunicació, crear el Consell Estatal de les Arts en coordinació amb autonomies i ciutats a més d'una Llei d'Excepcionalitat Cultural o impulsar una nova llei de Mecenatge o patrocini cultural.
El 6 de juliol de 2007 va ser anunciat el seu relleu al capdavant del Ministeri de Cultura, sent el seu successor César Antonio Molina Sánchez. A partir del 19 de juliol del mateix any ocupa el càrrec de Vicepresidenta de la Diputació Permanent i Vicepresidenta del Congrés dels Diputats.

#### Retorn a Catalunya de part de la documentació confiscada pel franquisme
Una decisió molt contestada per diversos col·lectius, pel Partit Popular i diferents historiadors durant el 2005 fou el retorn de part de la documentació originària de la Generalitat de Catalunya que va ser espoliada per part de les tropes franquistes a l'acabar la Guerra Civil espanyola, així com altres documents que, encara que mai havien pertangut a aquesta institució, sí que pertanyien a persones privades o hereus d'aquestes i que es conservaven a l'Arxiu General de la Guerra Civil de Salamanca. Es van retornar a l'administració catalana donat els acords del govern, de diferents partits catalans i diverses associacions catalanes (com Comissió de la Dignitat o Òmnium Cultural) que reclamaven el retorn dels documents.

#### Propietat intel·lectual
Una de les seves responsabilitats polèmiques és el "Pla Integral Antipirateria" o "Pla Integral per a la Disminució i l'Eliminació de les Activitats Vulneradores de la Propietat Intel·lectual", que pretén fer una campanya de sensibilització contra el fenomen de la "pirateria digital".
En un primer moment presentà també una disminució de l'IVA a 4 i 1 per cent en productes musicals i editorials complint una de les promeses electorals, però es va veure abocada a fer marxa enrere després de l'anunci, ja que les lleis de la Unió Europea no permeten una reducció inferior al 5% que podrien distorsionar el mercat interior comú. Actualment hi ha una proposta en comuna amb França per a una possible reforma a nivell europeu.
Com a part d'aquest nou pla al juny de 2006 es va promulgar la reforma de la Llei de Propietat Intel·lectual.

#### Llei del llibre
El 12 de març de 2007 presentà al Consell de Ministres l'avantprojecte de Llei de la Lectura, del Llibre i de les Biblioteques, i entre altres propòsits estudià la gratuïtat dels llibres de text per a l'educació pública mitjançant uns preus fixos i descomptes. També preveia una inversió per als pròxims vuit anys de 430 milions d'euros en la modernització de biblioteques públiques.
Impulsà una possible Biblioteca Virtual d'Espanya, similar al seu projecte de Biblioteca Virtual d'Andalusia, i es mostrà d'acord conjuntament amb França per a una possible Biblioteca Virtual europea.

### Ministra de la Presidència
Després de la moció de censura contra Mariano Rajoy de 2018 que va fer caure el govern popular, va ser nomenada vicepresidenta primera del Primer Govern Sánchez i ministra de Presidència, Relacions amb les Corts i Igualtat, que va mantenir en el Segon Govern de Pedro Sánchez, mantenint discrepàncies significatives amb els seus socis de govern Unides Podem, especialment en desacord amb Irene Montero en la tramitació de la coneguda com a Llei Trans en la que va trencar la disciplina de vot i es va abstenir en la seva votació, mentre el PSOE va votar a favor.

#### Sortida del govern
Després dels mals resultats del Partit Socialista Obrer Espanyol (PSOE) a eleccions a l'Assemblea de Madrid de 2021, amb la incontestable victòria de la popular Isabel Díaz Ayuso i en les què el seu partit va quedar tercer per darrere de Més Madrid, i davant el creixement del Partit Popular a les enquestes, el 12 de juliol de 2021 el president del Govern Pedro Sánchez va remodelar el seu executiu amb la sortida, entre d'altres, de Carmen Calvo i el seu reemplaçament per Nadia Calviño com a vicepresidenta primera i Félix Bolaños al capdavant del Ministeri de la Presidència.

### Presidenta del Consell d'Estat
El 13 de febrer de 2024, va renunciar al seu escó al Congrés dels Diputats per ser nomenada presidenta del Consell d'Estat d'Espanya substituint la també socialista Magdalena Valerio, el nomenament del qual havia estat anul·lat pel Tribunal Suprem.